# Heraia

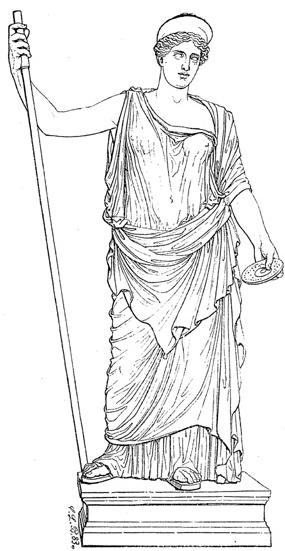
Göttin Hera

Die Heraia (altgriechisch Ἡραῖα, auch Heräen oder Heraien) waren im antiken Griechenland Feierlichkeiten zu Ehren Heras, der Bewahrerin der Ehe und Göttin der Frauen. Sie wurden vom 6. Jahrhundert v. Chr. bis in die römische Kaiserzeit in mehreren griechischen Städten abgehalten. 

## Heraia in Argos
Im 4. und frühen 3. Jahrhundert waren die Feierlichkeiten als Hekatomboia bekannt (deutsch „Feier mit einem Opfer von einhundert Rindern“), fanden in der Region Argolis statt und bestanden neben athletischen Wettbewerben auch aus musischen Wettbewerben und Reitwettkämpfen.  
Nach Errichtung eines Stadions in Argos, Hauptstadt der Argolis, fanden sie dort unter dem Namen Heraia statt. Argos ist das wichtigste Kultzentrum der Hera, wo sie zugleich Stadtgöttin war und die Jahre nach dem Namen ihrer Priesterinnen benannt wurden. Hier übernahm Demetrios Poliorketes persönlich die Spielleitung und der Vater Alexanders des Großen, Philipp II. von Makedonien, trat als Kampfrichter auf. Die Priesterin des Hera-Kults fuhr auf einem von vier weißen Rindern gezogenen Wagen zum Heraion von Argos und wurde dabei in einer feierlichen Prozession vom Volk und der streitbaren Mannschaft in Waffen begleitet. An ein großes Stieropfer schlossen sich ein allgemeiner Opferschmaus und die Wettkämpfe an. Die Spiele fanden dort alle 4 Jahre jeweils in dem auf die Olympischen Spiele folgenden Jahr statt. An den Spielen, die zur Zeit des Pausanias in dem auch für die Nemeen genutzten Stadion stattfanden, beteiligten sich Knaben und Männer. Die Spiele hatten teils kriegerischen Charakter – so schleuderten die Kämpfer beispielsweise Wurfspieße auf einen als Ziel aufgestellten Schild –, bestanden darüber hinaus aber aus gymnischen und musischen Agonen, an denen sich auch Herolde und Rhetoren beteiligten. Hauptpreis für die Sieger in den einzelnen Disziplinen war jeweils ein argivischer Schild und ein Myrtenkranz. Daher fanden die Spiele ab dem 1. Jahrhundert n. Chr. unter dem Namen Schild von Argos statt. Aufgrund der vielen im Sommer stattfindenden Spiele wurden die Spiele im 1. oder 2. Jahrhundert n. Chr. auf den Winter verlegt.

## Heraia in anderen Städten
Bedeutend waren auch die Heraia, die in Samos gefeiert wurden und mit dem Kult in Argos verbunden waren. Auch hier traten die männlichen Teilnehmer in Waffen auf, es gab gymnische und musische Wettkämpfe. Zudem wurde der Hieros gamos, die Heilige Hochzeit, zwischen Hera und Zeus nachgestellt.
Auch in Olympia fand unter dem Namen Heraia ein Fest statt, das alle vier Jahre vermutlich jeweils vor den Olympischen Spielen veranstaltet wurde. Die einzige erhaltene Beschreibung dieses Festes findet sich in der Reisebeschreibung des Pausanias. Im Zentrum der Feiern stand ein Frauensportfest, dessen Höhepunkt ein Lauf über 160 m war. Anders als die nackten Wettkämpfer bei den Olympischen Spielen waren die Teilnehmerinnen bei dem Fest zu Ehren Heras mit einem knielangen Chiton bekleidet, der die rechte Brust frei ließ. Die Siegerinnen erhielten Olivrenkränze und Teile einer der Hera geopferten Kuh. An dem Sportfest durften nur unverheiratete Jungfrauen teilnehmen. 
Weitere Heraia wurden ebenfalls in Delphi, auf Ägina, im karischen Stratonikeia und an weiteren Orten begangen.